# Steal My Girl
"Steal My Girl" é uma canção da boy band britânica-irlandesa One Direction. A canção foi lançada como o primeiro single do quarto álbum de estúdio da banda, Four, em 29 de setembro de 2014 através da Syco Music e Columbia Records. A canção foi composta por Wayne Hector, John Ryan, Julian Bunetta, Ed Drewett, Louis Tomlinson e Liam Payne, e produzida por Bunetta, Pär Westerlund e Ryan.

## Antecedentes
O anúncio foi feito pela primeira vez no Twitter do membro da banda Liam Payne em 14 de setembro. O single tornou-se disponível em todo o mundo em 29 de setembro, exceto no Reino Unido. A música foi disponibilizada no Reino Unido em 12 de outubro, com o remix da gravação (apelidado como o Big Payno & Afterhrs Pool Party Remix) de Payne sendo o B-side.
Em 28 de setembro, um dia antes do lançamento oficial, a música vazou na internet, levando a hashtag "#StealMyGirlIsPerfect" tornando-se a tendência em todo o mundo no Twitter. A estação de rádio australiana 2Day FM estreou a canção após o vazamento.

## Desempenho nas tabelas musicais
"Steal My Girl" chegou ao topo das parada de singles no iTunes dos Estados Unidos no dia do lançamento.

## Vídeo musical
O vídeo musical  foi gravado e produzido por Ben Winston. O clipe contou com a participação especial do ator Danny DeVito. Na gravação, DeVito interpreta um diretor que submete os garotos às suas maluquices como tal.[14] Lançado oficialmente em 24 de outubro, a gravação atingiu a marca de 14.8 milhões de visualizações seis dias após o seu lançamento na plataforma Vevo.[15]  O vídeo foi lançado no dia 24 de outubro.

## Faixas e formatos
- Download digital

1. "Steal My Girl"

- Download digital do Reino Unido[10]

1. "Steal My Girl"
2. "Steal My Girl (Big Payno & Afterhrs Pool Party Remix)"

- CD single[11]

1. "Steal My Girl"
2. "Steal My Girl" (versão acústica)

## Tabelas musicais
| Tabela musical (2014)              | Melhor posição |
| ---------------------------------- | -------------- |
| Alemanha (Media Control Charts)    | 33             |
| Austrália (ARIA)                   | 15             |
| Bélgica (Ultratop 50 de Flandres)  | 15             |
| Bélgica (Ultratop 40 da Valônia)   | 20             |
| Canadá (Canadian Hot 100)          | 16             |
| Estados Unidos (Billboard Hot 100) | 13             |
| Estados Unidos (Mainstream Top 40) | 27             |
| França (SNEP)                      | 19             |
| Itália (FIMI)                      | 15             |
| Japão (Japan Hot 100)              | 20             |
| Nova Zelândia (Recorded Music NZ)  | 12             |

## Histórico de lançamento
| Região      | Data                   | Formato          | Gravadora      | Ref    |
| ----------- | ---------------------- | ---------------- | -------------- | ------ |
| Mundo       | 29 de setembro de 2014 | Download digital | Columbia, Syco |        |
| Reino Unido | 12 de outubro de 2014  | Download digital | Columbia, Syco | [ 10 ] |
| Reino Unido | 13 de outubro de 2014  | CD single        | Columbia, Syco | [ 23 ] |
| Alemanha    | 17 de outubro de 2014  | CD single        | Columbia, Syco | [ 11 ] |